# Mariano Martín de Bartolomé
Mariano Alejo Martín de Bartolomé (16 de julio de 1813- 2 de junio de 1890) fue un médico español naturalizado británico, que desarrolló su carrera médica y educativa en Sheffield, siendo el fundador del primer hospital universitario en esa ciudad y una personalidad clave en el panorama intelectual del sur de Yorkshire durante la segunda mitad del siglo XIX.

## Biografía
Martín de Bartolomé nació en el seno de una familia liberal en la provincia de Segovia. Su padre, Pedro Martín de Bartolomé, fue gobernador civil de Segovia, y estaba destinado a unirse al ejército como oficial de húsares en una unidad de caballería cuando la intervención de los Cien Mil Hijos de San Luis lo forzó a exiliarse en septiembre de 1823. Tras pasar un tiempo en Italia, Pedro Martín de Bartolomé se reunió con su familia en 1828 en el exilio en la isla de Jersey. Durante su estancia en Jersey, el joven de Bartolomé se casó en 1832 con Mary Parker (1788-1858), oriunda de Sheffield, a la que acompañó de visita a esa ciudad poco después de casarse, con la intención de regresar después a España junto con sus hermanos. Ese año, una epidemia de cólera asoló las ciudades industriales de Inglaterra, y Sheffield fue una de las más afectadas.
Martín de Bartolomé, inspirado por los eventos, decidió no regresar a España y prefirió dirigirse a Edimburgo, que por entonces contaba con la facultad de medicina más respetada del mundo. Se graduó como Doctor en Medicina en 1837, y al año siguiente regresó a Sheffield, donde se estableció como médico particular. En 1840 se unió al Dispensario de Sheffield, que se convertiría en el Real Hospital de esta ciudad de Yorkshire. En 1841 fundó  la Sociedad Médica de Sheffield, que gozaría de gran prestigio en las décadas subsiguientes, y que refundaría como Sociedad Médico-Quirúrgica de Sheffield en 1869. En 1846 fundó la Escuela de Medicina de Sheffield, de la que fue su primer presidente, y uno de sus máximos benefactores. Fue esencial en recaudar fondos para la construcción del hospital real de la ciudad. De Bartolomé fue una figura clave en el desarrollo de la escuela médica de Sheffield, a la que estuvo asociado hasta 1889. Participó activamente en la British Medical Association (Colegio de Médicos Británico), y en calidad de miembro de su consejo directivo en 1858 fue una de las figuras fundamentales en el establecimiento de las primeras regulaciones de la profesión médica en Gran Bretaña.
Martín de Bartolomé fue un destacado francmasón, y presidente del Ateneo de Sheffield, del que fue su fundador en 1847. Esto lo posicionaba como una figura clave del panorama intelectual de su ciudad, en la que promovió obras de caridad y saneamiento para mejorar las condiciones de vida de los obreros. Tras la muerte de su primera esposa sin descendencia en 1858, se casó en segundas nupcias con Mary Emily Jackson (1835-1905) en 1861, con la que tuvo diez hijos. Sus descendientes todavía residen en Sheffield. Su hijo Charles Martin de Bartolomé (1871-1941) fue almirante de la marina real británica.
El edificio de la facultad de derecho de la universidad de Sheffield está nombrado en su honor.